# Teucrium sandrasicum
Teucrium sandrasicum là một loài thực vật có hoa trong họ Hoa môi. Loài này được O.Schwarz miêu tả khoa học đầu tiên năm 1949.